# Борис Стојановић
Борис Стојановић (Кикинда, 5. децембар 1989) је репрезентативац Србије у пливању у дисциплини 50 м и 100 м слободним и 100 м мешовитим стилом. Вишеструки је првак Србије у кадетским, јуниорским и сениорским такмичењима и стални члан репрезентације Србије од 2005. године. Члан је Пливачког клуба Велика Кикинда из Кикинде.
Борис Стојановић је пливањем почео да се бави 1996. године у пливачком клубу Кикинда. Први тренер му је био Драган Марковљев, а затим Слободан Боканић. Током студија био је члан пливачког клуба Војводина у Новом Саду, а радио је са тренером Игором Беретићем. Након завршених основних студија, 2011. враћа се у пливачки клуб Кикинда и наставља сарадњу са Боканићем. 2014. године завршио је мастер студије на Факултету за спорт и туризам ТИМС у Новом Саду и сада ради као тренер пливања и активно учествује на такмичењима.

## Такмичења
Своју прву медаљу Стојановић је освојио 2000. године у дисциплини 100 м слободно у родној Кикинди на такмичењу „Пливачке наде“.
- 2005. године наступа на Олимпијади младих у Лињану у Италији и такмичи се у дисциплинама 100 и 200 м слободно.
- 2006. године наступа на Европском јуниорском првенству (50м) у Шпанији, затим на Светском јуниорском првенству (50м) у Бразилу учествује у финалним тркама у дисциплинама 4x100 штафета (освојено 4. место) и 13. место у дисциплини 50 метара слободно. Исте године на Балканијади (50м) у Грчкој осваја бронзане медаље у категоријама 50 и 100 метара мешовито.
- 2007. на Балканијади на Кипру осваја 3 златне и 2 сребрне медаље, а у Белгији на Европском јуниорском првенству у штафети 4x100 мешовито осваја 6. место.
- 2008. године почиње да се такмичи у сениорској конкуренцији. Те године му је недостајало 8 стотинки за квалификацију на Олимпијске игре у Пекингу у дисциплини 50 метара слободно. Учествује на Европском првенству у Ријеци.
- 2009. Учествује на Медитеранским играма у Италији, где заузима 16. место у квалификацијама. Од већих такмичења учествује и на Универзијади у Београду и на Европском првенству (25м) у Турској.
- 2010. Учествује на Европском првенству у Мађарској и Европском првенству (25м) у Белгији.
- 2012. Такмичи се на Европском првенству (50м) у Мађарској, Европском првенству (25м) у Француској и на овом такмичењу учесник је 3 финалне трке: у штафетама 4x50 м слободним стилом - 7. место, 4x50 м мешовито - 6. место и мешовитој штафети 4x50 м слободним стилом - 8. место. У полуфиналним тркама на 100 м мешовито оборио је дотадашњи државни рекорд у овој дисциплини резултатом 54.63. И ове године Стојановићу је промакао пласман на Олимпијске игре, овог пута недостајало му је 6 стотинки.
- 2013. На Медитеранским играма у Турској отпливао је две норме за Светско првенство (50 и 100 м слободно). У финалним такмичењима у овим категоријама заузео је осма места. Следи Универзијада у Русији, а затим и Светско првенство у Шпанији на којем је освојио 31. место у дисциплини 50 метара и 41. место у дисциплини 100 метара слободно. На Европском првенству у Данској пливао је две финалне трке - 4x50 мешовито (6. место) и 4x50 слободно (8. место), док је у трци 50 метара слободно био 19.
- 2014. Учествовао је на Европском првенству у Берлину. На светском купу у Дохи пливао је финалну трку и освојио 8. место. На Светском купу у Дубаиjу оборио је државни рекорд у дисциплини 100 метара мешовито и освојио 6. место у финалној трци. Стојановић је на Светским куповима отпливао норме за Светско првенство 2014. у Дохи у дисциплинама 50 и 100 метара слободним и 100 метара мешовитим стилом.[1]

## Рекорди
- У категорији 25 м базена, Стојановић држи национални рекорд у дисциплини 100 метара мешовито - 53.86. Отпливао га је септембра 2014. године у Дубаију. Такође је члан штафете 4x50 слободно која држи национални рекорд у овој дисциплини (1.32.08) и штафете 4x50 метара мешовито (1.41.04).[2]
- У категорији 50 м базена, у дисциплини 4x50 метара слободно, штафета Пливачког клуба Кикинда из Кикинде, са Стојановићем у тиму, отпливала је национални рекорд Србије 1.38.59, 2013. године у Крушевцу.[3]

### Лични рекорди
- базен 50 м

| Дисциплина     | Резултат | Такмичење          | Место              | Датум              |
| -------------- | -------- | ------------------ | ------------------ | ------------------ |
| 50 м слободно  | 22,70    | Међународни митинг | Марибор, Словенија | 13. децембар 2014. |
| 100 м слободно | 50,48    | Међународни митинг | Марибор, Словенија | 14. децембар 2014. |

- базен 25 м

| Дисциплина     | Резултат | Такмичење      | Место                            | Датум             |
| -------------- | -------- | -------------- | -------------------------------- | ----------------- |
| 50 м слободно  | 21,86    |                | Доха, Катар                      | 4. децембар 2014. |
| 100 м слободно | 48,39    | Светски куп 1. | Доха, Катар                      | 27. август 2014.  |
| 100 м мешовито | 53,86    | Светски куп 2. | Дубаи, Уједињени Арапски Емирати | 31. август 2014   |